# Saint-Angeau
Saint-Angeau foi uma comuna francesa na região administrativa da Nova Aquitânia, no departamento de Charente. Estendia-se por uma área de 10,94 km². Em 2010 a comuna tinha 1 317 habitantes (densidade: 120,4 hab./km²).
Em 1 de janeiro de 2018, passou a formar parte da nova comuna de Val-de-Bonnieure.